# 마르틴 싯봉
마르틴 싯봉(프랑스어: Martine Sitbon)은 프랑스의 패션 디자이너이다.

## 경력
모로코의 카사블랑카에서 프랑스인 아버지와 이탈리아인 어머니 사이에서 태어났다. 10살이 되던 해 파리로 이주했다. 마틴 싯봉은 무대의상과 발레복 디자이너를 꿈꿔오던 소녀였다. 1974년 유명한 디자인 스쿨인, Studio Bercot(스튜디어 베르소)에서 패션 수업을 받으며 패션 디자이너를 향한 꿈을 키운다. 패션 프로모션 '도미니크 페르레르'에서 일하였고 다니엘 에스테의 어시스턴트 디자이너를 거쳤다. Left Bank Flagship 스토어를 오픈했으며 이곳이 인기를 끌면서 본격적인 디자이너의 길을 걸었다.
85년부터 자신의 라벨을 론칭했는데, 그녀만의 개성이 두드러져 80년대에는 신인디자이너 그룹 멤버로 인정받고 80년대를 대표하는 디자이너로 추대받았다. 독특하고 기존의 디자인 패턴을 따라가지 않는 것이 특징이다. 1987년부터 1997년까지 끌로에의 디자이너로 활동했다.
초기 그녀의 콜렉션은 신데렐라와 같은 동화적 이름을 갖고 있었지만, 그것은 1970년대의 락 음악에 강한 영감을 받은 것이었다. 그녀의 라인은 종종 남성적인 라인에 기반을 두었고, 특히 가죽, 스터드 등은 현재에도 이어지고 있다.
그녀의 정교한 직물 조작은, 파스텔톤과 메탈릭 그림자를 섞었는데, 이것은 그녀의 라인과 1980년대 중반~1990년대의 끌로에에서도 나타난다. 그녀는 미세한 organza(얇은 면, 레이온 등의 평직물)를 사용하였다. 특히, 소매끝의 꽃잎 모양의 러플과 블라우스의 옷깃에서 눈에 띄는데, 이것은 그녀의 작업에 계속 사용되었다. 정교한 여성성은 슬림한 새틴 소재의 정장 바지와 짧은 스커트, 그리고 긴 자켓으로 완화하였다.
1989년, 그녀는 크롭트 가죽 웨이스트코트에 골드 스터드를 삽입하였는데, Hell's Angel 모티프를 조작하여 더 럭셔리한 결과를 얻을 수 있었다. 이 아이디어는 훗날 체인이 장식된, 올리브 스웨이트 웨이스트 코트에 영향을 주었다.
1990년대에 그녀의 전직인 '록가수적 마인드'가 의상에 많이 반영되었다. 플레어와 벨 버튼의 사용은 엣지를 더해주었다. 그녀는 이것들을 모호한 핑크와 차콜 벨벳에서부터 눈부신 골드 시퀸까지 사용하였다. 그러나 1993년 콜렉션에서, 그녀는 많이 여성스러워진 룩을 선보였다.
럭셔리한 정장 뿐 아니라 데이웨어 아이템을 만들 수 있다는 가능성은, 그녀를 유럽에서 유명한 디자이너로 만들어주었다. 그녀는 직물을 다루는 능력이 뛰어났고, 동시대적인 테마와 영결시키는 능력 또한 뛰어났으며, 남성과 여성을 조합하는 능력이 있었다. 그녀의 '이중성'은 패션에서 그녀의 힘을 강하게 만들어주는 원동력이 되었다.
그녀의 다음 복표는 남성 스포츠 웨어였는데, 편안함과 우아함이 공존하는 그녀의 남성복은, 2000년 파리 콜렉션에서 모두를 놀라게 하였다. 2001년부터 그녀는 비블리오스와 손을 잡았는데, 그녀의 2002년 봄 콜렉션은 다시 한 번 세계를 놀라게 하였다. 정교한 셔츠와 캐미솔, 낮을 위한 통이 넓은 정장바지와 골드, 블랙의 음영과 정교한 비즈와 자수를 사용한 이브닝 웨어를 만들었다.
우리 나라에서도 현재 그녀의 라인을 볼 수 있는데, 쌈지에서 2005년에 마틴 싯봉을 인수하여 프랑스 컬렉션에 참가하고 있다. 그녀는 2007년부터 RUE DU MAIL을 론칭하였는데, 독특한 프린트, 평범하지 않은 여성스러움, 섬세한 절개선, 감성적이며 유혹적인 프렌치 감성이 가득 묻어난 시크함이 특징이다.